# Glow (Gavin James)
Glow is een nummer van de Ierse singer-songwriter Gavin James uit 2018. Het is de derde single van zijn tweede studioalbum Only Ticket Home.
"Glow" gaat volgens James over moderne relaties en het fijne gevoel dat je krijgt als je verliefd wordt op iemand, maar je tegelijkertijd ook angstig maakt. Ook zingt James over een onzekere relatie die hij ondanks alles toch wil onderhouden. Het nummer had in James' thuisland Ierland met een 65e positie niet veel succes. Buiten Ierland waren Nederland en België de enige landen waar het nummer de hitlijsten bereikte, ook met meer succes. In de Nederlandse Top 40 haalde het de 26e positie, en in de Vlaamse Ultratop 50 werd de 41e positie gehaald.